# Mario de Marco (Politiker)

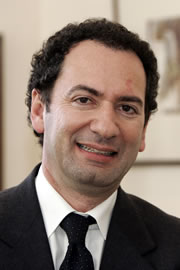
Mario de Marco (2019)

Mario de Marco (* 18. Oktober 1965) ist ein maltesischer Politiker der Nationalist Party. Er war 2004 kurzzeitig Mitglied des Europäischen Parlaments (MdEP), später Parlamentarischer Staatssekretär sowie Minister für Tourismus, Umwelt und Kultur.

## Biografie
Mario de Marco ist Sohn des langjährigen Ministers und ehemaligen Präsidenten von Malta Guido de Marco. Nach der Schulausbildung am St. Aloysius’ College in Birkirkara absolvierte er ein Studium der Rechtswissenschaften an der University of Malta, das er 1988 mit der Promotion zum Doktor der Rechtswissenschaften (LLD) abschloss. Anschließend konnte er als Commonwealth-Scholarship-Stipendiat ein Postgraduiertenstudium an der Trinity Hall der Universität Cambridge absolvieren, das er mit einem Master of Laws (LL. M.) in Internationalem Handelsrecht abschloss. Danach wurde er zum Lecturer für Internationales Handelsrecht an die University of Malta berufen.
Seit 2003 ist Mario de Marco Mitglied des Repräsentantenhauses von Malta. Nach dem Beitritt Maltas zur Europäischen Union (EU) war er vom 1. Mai bis zum 19. Juli 2004 auch Mitglied des Europäischen Parlaments, wo er als Mitglied der Fraktion der Europäischen Volkspartei (Christdemokraten) und europäischen Demokraten dem Haushaltsausschuss angehörte.
Nach dem knappen Sieg seiner Partit Nazzjonalista bei den Parlamentswahlen in Malta 2008 wurde Mario de Marco von Premierminister Lawrence Gonzi zum Parlamentarischen Staatssekretär für Tourismus im Amt des Premierministers berufen. Von 2012 bis 2013 war er Minister für Tourismus, Umwelt und Kultur.